# Dunc Gray
Edgar Laurence "Dunc" Gray, född 17 juli 1906 i Goulburn, död 30 augusti 1996 i Kiama, var en australisk tävlingscyklist.
Gray blev olympisk guldmedaljör i kilometerlopp vid sommarspelen 1932 i Los Angeles.